# دولة مخدرات

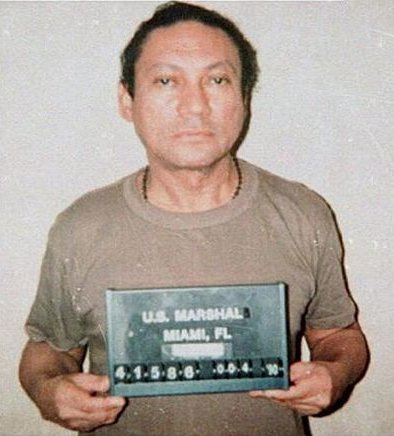
الزعيم البنمي مانويل نورييغا عقب اعتقاله من قبل السلطات الأمريكية.

إن دولة المخدرات (أيضا رأسمالية المخدرات أو اقتصاد المخدرات) مصطلح سياسي واقتصادي يطبق على البلدان حيث يتم اختراق كل المؤسسات الشرعية بواسطة قوة وثروة تجارة المخدرات غير المشروعة. وقد استخدم هذا المصطلح لأول مرة لوصف بوليفيا في أعقاب انقلاب لويس غارسيا ميزا في عام 1980، والذي كان يعتقد أنه يمول في المقام الأول بمساعدة تجار المخدرات. وترد أدناه أمثلة لبعض دول المخدرات. ومن بين الأمثلة الأخرى المعروفة المكسيك و‌كولومبيا و‌غينيا بيساو، حيث تنتج عصابات المخدرات، وتشحن وتبيع المخدرات مثل الكوكايين والماريجوانا.
وغالبا ما ينظر إلى المصطلح باعتباره غامضا بسبب التمييز بين دول المخدرات. وسيتألف الوصف العام من منظمات غير قانونية تقوم إما بإنتاج المخدرات أو شحنها أو بيعها وتسيطر على المؤسسات المشروعة بالقوة أو الرشوة أو الابتزاز. ويمكن أن تنشأ هذه الحالة بأشكال مختلفة. فعلى سبيل المثال، كولومبيا، حيث أدار سيد المخدرات بابلو إسكوبار كارتل ميديلين (الذي أطلق عليه اسم مسقط رأسه) خلال معظم السبعينات والثمانينات من القرن الماضي، حيث كان ينتج ويتاجر بالكوكايين إلى الولايات المتحدة الأمريكية. تمكن إسكوبار من السيطرة على معظم قوات الشرطة في ميديلين والمناطق المحيطة بسبب الرشوة، مما سمح له بتوسيع نطاق عمله في مجال تجارة المخدرات.
واليوم يزعم الباحثون أن مصطلح «دولة المخدرات» مبسط إلى حد كبير بسبب الشبكات الأساسية التي تدير منظمات تجارة المخدرات. على سبيل المثال، كانت منظمة غوادالاخارا في المكسيك، تحت قيادة ميغيل أنخيل فيليكس غالاردو، الذي تمكن من الجمع بين العديد من أسر تجارة المخدرات الصغيرة في كارتل واحد شامل يسيطر على إنتاج الماريجوانا في المناطق الريفية من المكسيك، في حين كان يتاجر بالكوكايين الكولومبي في الولايات المتحدة الأميركية في نفس الوقت.
وبمرور الوقت توسع سوق الكوكايين إلى أوروبا مما أدى إلى اكتشاف طرق جديدة من كولومبيا عبر البرازيل و‌فنزويلا و‌غرب أفريقيا. وقد أثبتت هذه الطرق الجديدة أنها أكثر ربحية ونجاحا من الشحن من أمريكا الشمالية، كما حولت الدول الأفريقية مثل نيجيريا و‌غانا (وفيما بعد) غينيا بيساو إلى دول مخدرات فعلية. وفي حين تم نقل الكوكايين عبر غرب أفريقيا، أنتجت طالبان الأفيون في المناطق الريفية في أفغانستان مستخدمة الإيرادات لتمويل حرب العصابات. وعلى الرغم من الجهود التي بذلتها الولايات المتحدة ومنظمة حلف شمال الأطلسي لفرض قوانين على إنتاج الأفيون في أفغانستان، فإن الحكومات الأفغانية الحالية كانت في أوائل العقد الأول من القرن الحادي والعشرين تحمي تجارة الأفيون من السياسات الخارجية قدر الإمكان.
فالمناقشات الجارية تقسم العلماء إلى مجموعات منفصلة إما تدعي أو تنكر الشبه بين دول المخدرات والدول الفاشلة. على أي الخصائص يتم تعيينها لتعريف دولة فاشلة، يكون التعريف متوافقا مع دولة المخدرات. وفي حين تظهر أغلب دول المخدرات علامات إرتفاع معدلات الفساد والعنف والقتل، وهي الخصائص المعينة أيضا للدول الفاشلة، فمن غير الواضح على الدوام ما إذا كان من الممكن تتبع العنف إلى تجارة المخدرات. من الواضح أن الدول الفاشلة لا تنتمي بالتالي إلى دول مخدرات، ولكن من غير المؤكد ما إذا كانت كل دول المخدرات هي أيضا دول فاشلة.

## الاستخدام
وقد قيل ان دول المخدرات يمكن تقسيمها إلى خمس فئات اعتمادا على مستوى اعتمادها على تجارة المخدرات والخطر الذي تشكله تجارة المخدرات في هذا البلد على الاستقرار الداخلي والدولي. هذه الفئات الخمس هي (بترتيب تصاعدي): ناشئة، نامية، جادة، حاسمة، ومتقدمة.
بيد أن البعض شكك في استخدام مصطلح «دولة المخدرات» مؤخرا لأنه يطبق على نطاق واسع وغير انتقادي، لا سيما بعد الاهتمام الإعلامي الواسع النطاق بغينيا بيساو بوصفها «أول دولة مخدرات في العالم» في عام 2008، وينبغي بدلا من ذلك الإشارة فقط إلى البلدان التي ترعى فيها الدولة تجارة المخدرات وتشكل أغلبية الناتج المحلي الإجمالي لبلد ما.

## أمثلة

### غينيا بيساو
كانت غينيا بيساو، الواقعة في غرب أفريقيا، قد أطلق عليها اسم دولة مخدرات بسبب قيام مهربي المخدرات غالبا برشوة المسؤولين الحكوميين لتجاهل التجارة غير المشروعة. فقد استخدمت عصابات المخدرات الكولومبية ساحل غرب أفريقيا مع زيادة قوات الشرطة في جامايكا و‌بنما. وأشارت صحيفة الغارديان إلى أن نقص السجون في غينيا بيساو وقلة الشرطة والفقر يجتذب المتاجرين. وتساءل مقال في مجلة فورين بوليسي عن فعالية الأموال التي تقدمها الولايات المتحدة و‌الاتحاد الأوروبي و‌الأمم المتحدة المخصصة لمكافحة التجارة غير المشروعة.

### هندوراس
كانت هندوراس قد صنفت دولة مخدرات بسبب تورط الرئيس خوان أورلاندو هرنانديز وشقيقه توني هرنانديز الذي عمل كنائب للكونغرس. وكان توني هرنانديز قد اعتقل في عام 2018 في الولايات المتحدة واتهم بالتآمر على تهريب الكوكايين إلى الولايات المتحدة في عام 2019. كما اعتقل فابيو لوبو، ابن الرئيس السابق بورفيريو لوبو على أيدي عملاء إدارة مكافحة المخدرات في هايتي في عام 2015. وجميعهم أعضاء في الحزب الوطني اليميني المحافظ في هندوراس.

### المكسيك
كان الفساد داخل الحكومة المكسيكية مشكلة داخل المكسيك لعقود من الزمان. كان من المعروف عن الكارتلات المكسيكية أنها تتمتع بنفوذ كبير داخل السياسة المكسيكية، فذهبت إلى حد ضخ مبالغ كبيرة من المال في الحملات الانتخابية المكسيكية، ودعم المرشحين المهتمين بالرشوة من أجل الحفاظ على سلامة أعمالهم التجارية. منذ بداية القرن العشرين، كانت الحكومة المكسيكية تتسامح مع تهريب المخدرات. منذ عام 1929، أقام الحزب الثوري المؤسسي، الحزب المهيمن في المكسيك، علاقات مع جماعات مختلفة من أجل اكتساب النفوذ السياسي. وكان من بينهم تجار المخدرات. كما أصبحت العلاقات بين الحزب الثوري المؤسسي وأباطرة المخدرات وثيقة إلى الحد الذي جعل الحزب الثوري المؤسسي يذهب إلى حد التحالف مع تجار المخدرات وأجاز أنشطتهم.
أثناء ثمانينيات وتسعينيات القرن العشرين تسارعت وتيرة مشهد المخدرات في المكسيك. قبل ثمانينيات القرن العشرين كان أغلب إنتاج المخدرات في المكسيك ينتج الماريجوانا وأجزاء صغيرة من الهيروين. ووصل الكوكايين في الغالب إلى الولايات المتحدة الأمريكية عبر جزر البهاما والكاريبى. بعد أن أغلقت الولايات المتحدة الأمريكية الطرق التي دخلت الولاية من فلوريدا، أقامت عصابات المخدرات الكولومبية شراكة مع تجار المكسيك والعصابات، وعثرت على طرق جديدة لتهريب الكوكايين عبر الأراضي إلى أمريكا الشمالية. فقد اندمجت قلة من العصابات المكسيكية الصغيرة في كارتل غوادالاخارا، بقيادة ميغيل أنخيل فيليكس غالاردو، الأمر الذي أدى إلى زيادة حجم إنتاج الماريجوانا والاتجار بالمخدرات. فقد اتجر كارتل غوادالاخارا بالكوكايين الذي أنتجته كارتل كالي الكولومبي، بينما وسع إنتاج الماريجوانا في المناطق الريفية في المكسيك في الوقت نفسه.
وأنشأت الولايات المتحدة الأمريكية قوة خاصة، تدعى إدارة مكافحة المخدرات، لمكافحة المخدرات داخل حدودها وخارجها. فقد حصل مكتب إدارة مكافحة المخدرات الواقع في المكسيك على موارد إضافية للتحقيق في مقتل واحد منهم؛ إنريكه «كيكي» كامارينا، الذي اختطفه وتعذب وقتله ضابط شرطة حكومي دفع له أعضاء المنظمة. ولقد أكدت هذه الرؤى على معدل الفساد الذي عرف المكسيك أثناء ثمانينيات وتسعينيات القرن العشرين. وعلى الرغم من ذلك، لم يكن ضباط الشرطة المضطلعون بكشوف المرتبات هم وحدهم الذين يطيعون ميغيل أنخيل فيليكس غالاردو وشركته. وتبين التحقيقات المعاملات التي أجريت مع كبار الضباط في الحكومة الاتحادية، مثل إدارة الأمن الاتحادية والشرطة القضائية الاتحادية المكسيكية.
كانت بداية حرب المخدرات في المكسيك في عام 2006 هي المرة الأولى التي يبذل فيها أي جهد حكومي كبير لمكافحة عصابات المخدرات في المكسيك، والتي بدأها رئيس المكسيك المنتخب حديثا فيليبي كالديرون. كان فيسينتي فوكس، سلف كالديرون، الذي انتخب في عام 2000، أول رئيس للمكسيك لم يكن من الحزب المؤسسي الثوري.. ولكن على الرغم من الجهود التي بذلها كالديرون، عاد الحزب الثوري المؤسسي إلى السلطة في عام 2012 بانتخاب إنريكه بينيا نييتو.
أثناء جلسة الاستماع التي عقدتها المحكمة لزعيم الكارتل الأكثر طلبا، خواكين "إل تشابو" غوزمان، زعم أن الرئيس السابق إنريكه بينيا نييتو قبل رشوة بقيمة 100 مليون دولار من ملك المخدرات.
وفي 1 ديسمبر 2018، انتخبت المكسيك رئيسا جديدا هو أندريس مانويل لوبيس أوبرادور. على الرغم من أن أوبرادور كان قد قدم نفسه على أنه لا ينتمي للمؤسسة الحاكمة، إلا أنه كان عضوا في المنظمة من عام 1976 إلى عام 1989.

### سورينام
وصمت سورينام بأنها دولة مخدرات بسبب تورط الرئيس ديزي بوترس وأسرته في الاتجار بالمخدرات. وحكم على بوترس غيابيا في هولندا بالسجن لمدة 11 عاما بعد إدانته بتهريب 474 كيلوغراما من الكوكايين (1,045 رطلا). وقد تم القبض على ابنه دينو بوترس مرتين في ثلاث دول مختلفة ويقضي حاليا 16 عاما في الولايات المتحدة بتهمة تهريب المخدرات.

### سوريا
كانت الولايات المتحدة قد صنفت سوريا على أنها دولة مخدرات لمدة عقد تقريبا حتى عام 1997، أثناء الاحتلال السوري للبنان، عندما سيطرت على زراعة القنب في وادي البقاع في لبنان. وخلال الحرب الأهلية السورية، ضبطت عدة شحنات تحتوي على أطنان من الأمفيتامين في بلدان مختلفة مهربة من سوريا، وكانت تلك الشحنات تحتوي أحيانا على ملايين حبوب من الفينيثيلين المعروف أيضا باسم كابتاغون.

### المملكة المتحدة
لقد أطلق على المملكة المتحدة لقب دولة المخدرات الأولى: بفضل حروب الأفيون، أصبحت المملكة المتحدة قوة قوية في الاتجار بالمخدرات غير المشروعة في منتصف أو أواخر القرن التاسع عشر.

### فنزويلا
في الآونة الأخيرة، تم تصنيف فنزويلا كدولة مخدرات، وذلك بسبب العلاقات بين بعض مسؤولي الحكومة الفنزويلية وبين عصابات المخدرات والفصائل الإجرامية في مختلف أنحاء أميركا اللاتينية. على سبيل المثال، اتهم نائب رئيس فنزويلا السابق طارق العيسمي بدعم تجارة المخدرات ومساعدة عصابات المخدرات المكسيكية. فرضت الولايات المتحدة عقوبات على العيسمي منذ عام 2017. كما اتهم أبناء وأبناء أخوة الرئيس الفنزويلي نيكولاس مادورو بتمويل عمليات تجارة المخدرات والتورط في قضية ناركوسوبرينوس. وفي نوفمبر 2017، اتهمت سفيرة الولايات المتحدة لدى الأمم المتحدة نيكي هيلي فنزويلا بأنها «دولة مخدرات خطيرة».

## وصلات خارجية
- "The Economics of Cocaine Capitalism" by Rensselaer Lee, COSMOS Journal, 1996